# راؤول إيبارا
راؤول إيبارا (بالإسبانية: Raúl Ibarra)‏ هو لاعب رماية مكسيكي، ولد في 6 أبريل 1908 في ولاية كامبيتشي في المكسيك، وتوفي في 18 يوليو 2002.

## وصلات خارجية
- راؤول إيبارا على موقع أوليمبيديا (الإنجليزية)